# صحة الكلاب
ينظر إلى صحة الكلاب بشكل شمولي؛ فهي تشمل جوانب متعددة مثل العمليات المرضية، والعوامل الوراثية، والصحة التغذوية، على سبيل المثال. تُعد الأمراض المعدية التي تصيب الكلاب مهمة ليس فقط من منظور بيطري، ولكن أيضًا بسبب خطرها على الصحة العامة؛ ومن الأمثلة على ذلك داء الكلب. كما تؤثر الاضطرابات الوراثية على الكلاب، وغالبًا ما يكون ذلك نتيجة التربية الانتقائية لإنتاج سلالات معينة من الكلاب. ونظرًا لشعبية الأطعمة التجارية والمحضّرة منزليًا للكلاب، تُعد التغذية أيضًا موضوعًا خاضعًا لدراسات مكثفة.

## الأمراض
بعض الأمراض والمشكلات الصحية الأخرى شائعة بين البشر والكلاب؛ بينما بعضها الآخر فريد من نوعه ويصيب الكلاب أو الحيوانات الأخرى فقط. الكلاب عرضة للإصابة بأمراض متعددة؛ وبشكل مشابه للبشر، يمكن أن تصاب بالسكري أو الصرع أو السرطان أو التهاب المفاصل. يمكن أن يقلل التطعيم في الوقت المناسب من خطر العدوى وشدتها. تشمل الفيروسات الأكثر شيوعًا التي يُنصح بتطعيم الكلاب ضدها ما يلي:
- داء الكلب
- فيروس ديستمبر الكلاب (CDV)
- فيروس التهاب كبد الكلاب أو الأدينوفيروس-2 (CAV-2)
- فيروس الهربس الكلبي
- إنفلونزا الكلاب
- فيروس بارفو الكلاب-2 (CPV-2)
- سعال الكلاب أو "سعال الكِنِل".[1]
- داء البريميات
- مرض لايم

### الأمراض المُعدية
يُعرَّف المرض المُعدي بأنه ناجم عن وجود كائنات مثل الفيروسات أو البكتيريا أو الفطريات أو الطفيليات (سواء كانت حيوانية أو أوليات). تنتقل معظم هذه الأمراض مباشرة من كلب إلى آخر، في حين أن بعضها يتطلب ناقلًا مثل القراد أو البعوض. وتُعد بعض الأمراض المعدية مصدر قلق من منظور الصحة العامة لأنها أمراض حيوانية المنشأ (قابلة للانتقال إلى البشر).

### الأمراض الفيروسية
يمكن أن تكون الأمراض الفيروسية لدى الكلاب خطيرة، خاصة في أماكن الإيواء الجماعي للكلاب (كالمستشفيات أو دار تربية الكلاب).

### الأمراض البكتيرية
عادةً لا تكون الأمراض البكتيرية في الكلاب مُعدية من كلب إلى آخر؛ بل تكون في الغالب نتيجة استعمار الجروح، أو عدوى انتهازية ثانوية لانخفاض المناعة (وغالبًا ما يكون ذلك نتيجة عدوى فيروسية)، أو ثانوية لحالات أخرى (مثل الالتهاب الجلدي الصديدي الناتج عن الحساسية الجلدية، أو تقيح الرحم الناتج عن فرط تنسج بطانة الرحم الكيسي). لا تُعد هذه الأمثلة أمراضًا مُعدية لأنها لا تُحقق فروض كوخ؛ فعلى سبيل المثال، بكتيريا Staphylococcus intermedius، وهي بكتيريا تُعزل بشكل شائع من التهابات الجلد في الكلاب، لا تسبب الالتهاب الجلدي الصديدي عند إدخالها لكلب سليم. ومن المرجح أن هذا النوع من البكتيريا موجود أصلًا على جلد الكلب السليم.
هناك بعض أنواع البكتيريا التي تكون معدية من كلب إلى آخر. من أبرز هذه الأنواع: Bordetella bronchiseptica، وهي إحدى مسببات سعال الكِنَل، وLeptospira (أنواع متعددة)، المسببة لداء اللِّيبْتُوسْبِيرَا، وBrucella canis، المسببة لداء البروسيلات في الكلاب. وهناك أيضًا أمراض بكتيرية شائعة تنقلها القراد، مثل مرض لايم، واليرليخية، وحمى الجبال الصخرية المبقعة.
داء اللِّيبْتُوسْبِيرَا هو مرض حيواني المنشأ تسببه بكتيريا من جنس Leptospira. يصاب البشر والكلاب بالعدوى من خلال ملامسة الماء أو الطعام أو التربة الملوثة ببول الحيوانات المصابة. قد يحدث ذلك عبر ابتلاع الطعام أو الماء الملوث، أو من خلال ملامسة الجلد، وخصوصًا الأسطح المخاطية مثل العينين أو الأنف، أو من خلال الجروح المفتوحة. في الكلاب، يحدث الانتقال في الغالب من خلال شرب مياه البرك أو البرك الصغيرة أو الخنادق الملوثة ببول حيوانات برية مصابة، مثل السناجب أو الراكون. الكبد والكلى هما العضوان الأكثر تضررًا من داء اللِّيبْتُوسْبِيرَا. ويمكن أن يحدث التهاب الأوعية الدموية، مما يسبب وذمة وربما تجلط الدم داخل الأوعية المنتشر. وقد تشمل المضاعفات أيضًا التهاب عضلة القلب، والتهاب التأمور، والتهاب السحايا، والتهاب العنبية.
داء البروسيلات في الكلاب تسببه بكتيريا Brucella canis. وهو مرض ينتقل جنسيًا، ولكنه قد ينتشر أيضًا من خلال ملامسة الأجنة المجهضة. أكثر العلامات شيوعًا هي الإجهاض خلال الثلث الأخير من الحمل أو ولادة أجنة ميتة. وتشمل الأعراض الأخرى التهاب القرص بين الفقرات، والتهاب العين (التهاب العنبية)، بالإضافة إلى التهاب الخصية والتهاب البروستاتا في الذكور.
الأمراض المنقولة بالقراد شائعة في الكلاب. مرض لايم، أو داء البوريليات، تسببه بكتيريا البوريليا البرغدورفيرية، وينتقل عبر قراد Ixodes pacificus على الساحل الغربي للولايات المتحدة، وعبر I. scapularis (قراد الغزال) في بقية أنحاء البلاد. تشمل العلامات والأعراض: الحمى، وتورم المفاصل وألمها، والعرج، وتورم العقد اللمفاوية. وقد تم تشخيصه في الكلاب في جميع الولايات الـ48 المتصلة في الولايات المتحدة المتجاورة.
بكتيريا Ehrlichia canis، المسببة لداء إيرليخيا الكلبي، وRickettsia rickettsii، المسببة لحمى الجبال الصخرية المبقعة، كلاهما ينتقل عبر قراد الكلب الأمريكي (Dermacentor variabilis)، وقراد الكلب البني (Rhipicephalus sanguineus).

### الأمراض الفطرية
من أكثر الأمراض الفطرية شيوعًا في الكلاب هو السعفة أو داء الفطريات الجلدية، وهو عدوى تصيب الجلد أو الشعر أو الأظافر. توجد ثلاثة أنواع فطرية تُسبب السعفة في الكلاب. حوالي 70٪ من الإصابات سببها بويغاء canis، و20٪ بسبب M. gypseum، و10٪ بسبب Trichophyton mentagrophytes. تشمل العلامات تساقط الشعر وتقشر الجلد. لا يكون العلاج ضروريًا دائمًا في حالات السعفة الموضعية، إذ إن المرض محدود ذاتيًا، ولكن يمكن تقصير مدة الأعراض باستخدام الميكونازول الموضعي أو الكلوتريمازول. أما العدوى المنتشرة، والتي تُلاحظ غالبًا في الكلاب ضعيفة المناعة، فيمكن علاجها بمضادات الفطريات الفموية مثل غريزيوفولفين أو إيتراكونازول. ويمكن أن تنتقل العدوى إلى البشر.
توجد عدة أمراض فطرية ذات طابع جهازي، أي أنها تؤثر على أنظمة متعددة في الجسم، على سبيل المثال داء الفُطْرِ البرعمي، الذي تسببه أنواع Blastomyces بما في ذلك البرعمية ملهبة الجلد هو مرض فطري يصيب كلًا من الكلاب والبشر. ينتقل عبر استنشاق أبواغ الفطر. يوجد هذا المرض بشكل رئيسي في الولايات المتحدة في مناطق نهر المسيسيبي والبحيرات العظمى، وقد تم الإبلاغ عنه أيضًا في أربع مقاطعات كندية هي: ساسكاتشوان، مانيتوبا، أونتاريو، وكيبيك. تشمل العلامات فقدان الوزن، السعال، الحمى، تضخم العقد اللمفاوية، تقرحات جلدية نازة، التهاب العين مع إفرازات، العمى، والعرج. ونظرًا لأن الكلاب أكثر عرضة للإصابة من البيئة بعشر مرات مقارنةً بالبشر، فإنها تُعد مؤشِّرًا مبكرًا لهذا المرض. يتطلب العلاج دورة من مضادات الفطريات الفموية لمدة لا تقل عن 60–90 يومًا، أو في الحالات الشديدة، حقنًا وريديًا بمضادات الفطريات.
داء الفطريات الهيستوبلازمية، الذي تسببه النوسجة المغمدة، هو مرض ذو انتشار عالمي. في الولايات المتحدة، يُوجد بشكل رئيسي في مناطق نهري المسيسيبي وأوهايو، وغالبًا ما يُعثر عليه في فضلات الطيور والخفافيش. تشمل العلامات: فقدان الوزن، السعال، الحمى، تضخم العقد اللمفاوية، وأعراض في الجهاز الهضمي.
داء الكوكسيديا الفطري الذي تسببه الكروانية اللدودة، يوجد في المناطق الجافة وشبه الجافة من أمريكا الوسطى والجنوبية، والمكسيك، وجنوب غرب الولايات المتحدة. تشمل العلامات: فقدان الوزن، الحمى، السعال، تضخم العقد اللمفاوية، والعرج.

### الطفيليات
يمكن أن تسبب الطفيليات الخارجية، مثل البراغيث، والعث، والقراد، والبعوض، تهيجًا جلديًا، وغالبًا ما تكون ناقلات لأمراض أخرى أو لطفيليات داخلية.